# Protemnodon
Protemnodon je vyhynulý rod mohutných vačnatců, kteří se kdysi vyskytovali v Austrálii, Tasmánii a na Nové Guineji. Jednalo se o zástupce australské megafauny. Vyhynuli koncem pleistocénu.

## Systematika
Podle analýzy mtDNA z roku 2014 je Protemnodon úzce příbuzný s rodem Macropus. Vnitřní systematika rodu Protemnodon je předmětem vědeckých debat. Na vině je zejména nedostatek fosilních nálezů, které jsou často jen neúplné. Na základě studie z roku 2022 byly druhy původně řazené do rodu Protemnodon (P. bandharr a P. buloloensis) přeřazeny do rodu Silvaroo, a pro P. nombe byl vytyčen nový druh Nombe. Revize rodu z roku 2024 řadí do rodu Protemnodon následující druhy:
- P. anak Owen, 1874 (typový druh)
- P. otibandus Plane, 1967 (juniorní synonymum P. chinchillaensis)
- P. snewini Bartholomai, 1978
- P. tumbuna Flannery et al., 1983 (juniorní synonymum P. hopei)
- P. mamkurra Kerr et al., 2024
- P. viator Kerr et al., 2024
- P. dawsonae Kerr et al., 2024

## Charakteristika

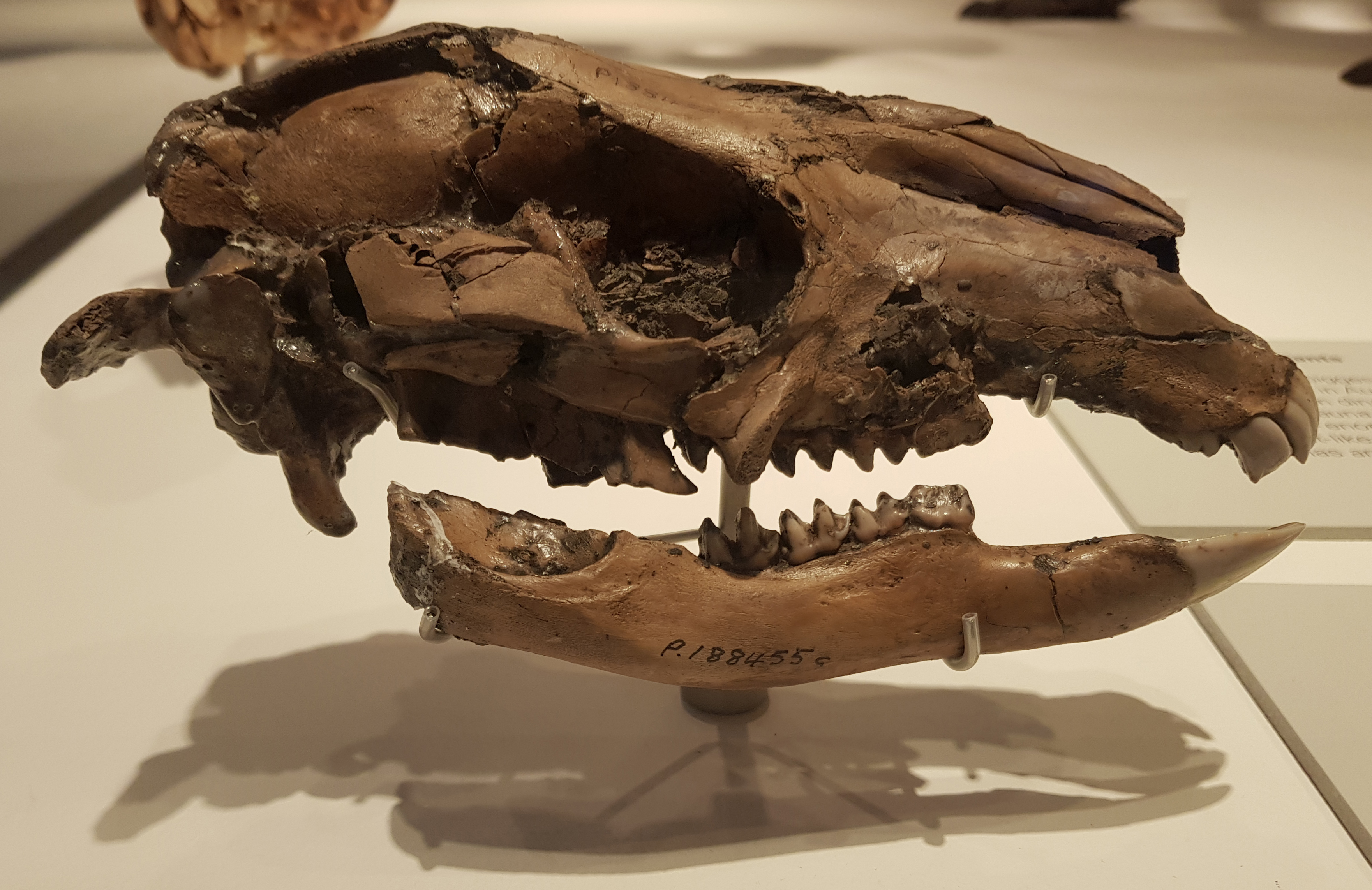
Lebka Protemnodon anak (Melbourne Museum)

Tito velcí klokani představovali jedny z mnoha zástupců klokanů australské megafauny. Žili od raného pliocénu před asi 5 miliony lety až do svého vyhynutí v pozdním pleistocénu někdy před 40 000 lety. Hmotnost protemnodonů se pohybovala zhruba mezi 45–160 kg, maximálně kolem 170 kg. To představuje zhruba dvojnásobnou váhu současných klokanů. Nejmenší zástupce P. hopei z Nové Guineje vážil pouhých 45 kg, i tak se však jedná o zhruba dvojnásobek váhy nejtěžšího melanéského vačnatce, kterým je klokan hbitý (Notamacropus agilis).
Podle komparativní studie z roku 2024, která srovnávala délku a tvar končetinových kostí protemnodonů a moderních klokanů, dávali někteří protemnodoni během pohybu mnohem více váhy na své přední končetiny než současní klokani, tzn. alespoň někteří protemnodoni běžně využívali k pohybu i své přední končetiny. Protemnodoni se tedy buďto pohybovali po všech čtyřech, nebo si alespoň předními končetinami výrazně pomáhali. Pohyb některých protemnodonů byl přirovnán k pohybu některých druhů stromových klokanů po zemi, během kterého stromoví klokani prokládají výskoky pravidelným dopadem na všechny čtyři končetiny.